# Asher Peres
Asher Peres (30. ledna 1934 – 1. ledna 2005) byl izraelský fyzik považovaný za průkopníka v oboru kvantové informační teorie, stejně jako spojení mezi kvantovou mechanikou a teorií relativity.
Podle jeho autobiografie se narodil Aristidesi Pressmanovi v Beaulieu-sur-Dordogne ve Francii, kde jeho otec, polský elektrotechnik, našel práci. Při narození dostal jméno Aristides, protože jméno, které jeho rodiče chtěli, jméno jeho dědečka z matčiny strany Asher, nebylo na seznamu povolených francouzských křestních jmen. Když odešel do Izraele, změnil si křestní jméno na Asher a, jak bylo běžné mezi přistěhovalci, změnil si i příjmení na hebrejské Peres a tuto kombinaci následně používal do konce života.
Peres získal doktorský titul v roce 1959 na Technion – Izraelském technologickém institut pod vedením Nathana Rosena. Následně strávil většinu své akademické kariéry v Technionu, v roce 1988 zde byl jmenován mimořádným profesorem fyziky.
Peres je dobře znám pro jeho práci týkající se kvantové mechaniky a teorie informace. Mimo jiné pomohl rozvinout Peresovo-Horodeckého kritérium pro kvantové provázání, stejně jako koncept kvantové teleportace. Spolupracoval s ostatními na problematice kvantové informace a speciální teorie relativity. Také představil Peresovu metriku a zkoumal Hamiltonovu–Jacobiho–Einsteinovu rovnici v obecné teorii relativity. S. M. Feingold publikoval to, co je známo matematikům jako Feingoldova-Peresova domněnka a fyzikům jako Feingoldova-Peresova teorie.
Zemřel v Haifě.

## Další literatura
- Asher Peres, I am the cat who walks by himself